# اسپاس گئورگیف
اسپاس گئورگیف (بلغاری: Спас Иванов Георгиев؛ زادهٔ ۲۱ ژوئن ۱۹۹۲) بازیکن فوتبال اهل بلغارستان است.
از باشگاه‌هایی که در آن بازی کرده است می‌توان به باشگاه فوتبال لیوینگستون اشاره کرد.